# Oryx i Crake
Oryx i Crake (títol original en anglès Oryx and Crake) és una novel·la de ciència-ficció amb elements distòpics i satírics, de l'autora canadenca Margaret Atwood, publicada originalment el 2003. No ha estat publicada al nostre país. Ha estat traduïda al castellà com Oryx y Crake ISBN 84-666-1460-5.
Oryx i Crake examina d'una forma crítica els avenços de la medicina i la tecnologia de manipulació genètica, en concret la creació d'animals transgènics (com els "pigoons" que apareixen a la novel·la, que són porcs híbrids de porc i humà, criats per a obtenir òrgans humans per a trasplantaments). La societat descrita tolera i promociona la comercialització de tots els aspectes de la vida, i manté una divisió abismal entre pobres i rics, que viuen protegits en àrees tancades (en aquest aspecte recorda una mica la societat de Globàlia la novel·la del francès Jean-Christophe Rufin).

## Argument
El protagonista de la novel·la, Home de les neus, sembla l'últim home viu a la Terra, però està envoltat d'estranyes bèsties híbrides que campen lliurement (els home-porcs, els llop-gossos, etc.). Un grup d'éssers amb aspecte humà, anomenats crakers, viuen a prop i sovint li porten menjar i li fan preguntes sobre temes que ells no entenen. Tal com avança la novel·la es va descobrint que els crakers i les bèsties han estat el resultat d'enginyeria genètica.
Amb flashbacks, anem descobrint la història d'Home de les neus, un nen anomenat Jimmy que va créixer en una societat dominada per les grans companyies multinacionals, que mantenien les famílies dels seus empleats protegides en complexos privilegiats i vigilats ben separats dels proletaris.
Jimmy es va fer amic de Glenn (més endavant conegut com a Crake), un brillant i prometedor estudiant de ciències. La novel·la satiritza la societat actual amb les activitats dels dos adolescents que passen l'estona amb jocs electrònics i videos de tota mena d'activitats violentes, cruels, macabres, etc.
El tercer personatge important que apareix és una dona oriental misteriosa, de sobrenom Oryx, que va fer de mestra dels crakers i que va ser amant tant de Glenn com de Jimmy.

## Recepció
The Globe and Mail, Maclean's i el Toronto Star va situar la novel·la d'Atwood entre les millors.Helen Brown, escrivia per al Daily Telegraph: "L'apocalipsi en bioenginyeria que ella imagina està impecablement investigada i és terriblement possible: una conseqüència directa de la ciència a curt termini que supera la responsabilitat a llarg termini. Els lectors de la societat reconeixeran que només estem uns passos per davant de l'actualitat en el El conte de la serventa" Per a The New Yorker, Lorrie Moore va qualificar la novel·la d'"altíssima i intrèpida".escrivint: "'Oryx and Crake' és una muntanya russa. El llibre procedeix d'una tristor aterridora, passant per una solitària tristesa, fins que, a mig camí, una bogeria mòrbida comença a afirmar-se esporàdicament, com algú, esgotat per les males notícies, sucumbir histèricament a les rialles d'una novel·la ambiciosa i foscament profètica" Joyce Carol Oates va qualificar l'obra com una "actuació ambiciosa i executada amb habilitat".
El 5 de novembre de 2019, la BBC News va incloure Oryx i Crake a la seva llista de les 100 novel·les més influents. El mateix any, The Guardian el va incorporar a la seva llista dels 100 millors llibres del segle XXI.
L'univers Oryx i Crake reapareix des d'un altre punt de vista a la novel·la posterior de la mateixa autora L'any del diluvi.